# NGC 4117
NGC 4117 (другие обозначения — UGC 7112, MCG 7-25-27, ZWG 215.29, PGC 38503) — линзообразная галактика (S0) в созвездии Гончие Псы.
Галактика обладает активным ядром и относится к сейфертовским галактикам типа II
Этот объект входит в число перечисленных в оригинальной редакции «Нового общего каталога».
Галактика NGC 4117 входит в состав группы галактик NGC 4051. Помимо NGC 4117 в группу также входят ещё 19 галактик.